# مارك فوت
مارك كريستيان فوت  (بالهولندية: Mark Wotte)‏ ولد مارك فوت يوم 16 ديسمبر 1960 في انشيده، أوفيريجسيل بهولندا، وهو لاعب كرة قدم سابقا ومدرب هول ندي حيث يدرب حاليا المنتخب المغربي تحت 20 سنة لكرة القدم.
قام بتدريب عدة فرق من هولندا ومصر وقطر وإنجلترا ورومانيا، وعمل أيضا مع في الاتحاد الاسكتنلدي

## وظيفته في اللعب
لعب فوت مع نادي انشيده الرياضي وبعده نادي أكاديمية تفينتي، ولعب مع المنتخب الهولندي تحت 17 سنة، وكان يلعب أيضا مع الفريق الأول لكرة القدم فينورد روتردام، ونادي فلاردنغن، وأدو دين هاغ و SVV شيدام في وطنه هولندا. وتوقف عن لعب كرة القدم سنة 1986 وكان ذللك بعد تعرضه لإصابة خطيرة.

## وظيفته في التدريب والإدارة
في سنة 1996 عين فوت مدربا لفريق أدو دين هاع الهولندي الذي قضي معه موسمين، ثم انتقل إلى نادي اوتريخت وبقي يدربه ما بين 1997و 2000.
وعمل في وقت لاحق مع كل من دن بوش، فيليم تيلبورغ، والاتحاد الهولندي لكرة القدم، فينورد روتردام (المدير الفني)، والإسماعيلي المصري. وغادر الإسماعيلي في 16 ديسمبر 2006 لأسباب عائلية، عائدا إلى هولندا لتدريب فالفيك قبل الانتقال إلى قطر لإدارة الأهلي.

### ساوثهامبتون
دهب فوت لتدريب فريق ساوثهامبتون  الإنجليزي في عام 2005، قبل أن ينضم للنادي كجزء من الإدارة الجديد في عام 2008، وكانت له مسؤولية خاصة على تطوير فريق ساوثهامبتون للشباب. كما أشرف فوت على الفريق الأول ساوثهامبتون يوم 23 يناير 2009 ليحل محل جان بورتفليت، وسقط ساوثمبتون 2-2 ضد نورويتش سيتي في أول مباراة له.
وعجلت المشاكل المادية التي عانى منها الفريق الإنجليزي هزيمة ضد شيفيلد المتحدة ومدينة بريستول. انتصاره ضد بريستون نورث إند، كارديف سيتي وإبسويتش تاون أعطى ساوثامبتون الأمل، ولكن النادي ذهب إلى الإدارة، بسبب مشاكل مالية. فوت ترك النادي بعد أن استولى عليه ماركوس ليبهر في صيف عام 2009.

### يونيفرسيتاتيا كرايوفا
وقع فوت عقدا لمدة عام ونصف مع فريق دوري الدرجة الأولى الروماني يونيفرسيتاتيا كرايوفا في 7 يناير 2010. تم تعليقه في 10 مايو 2010 لمدة 30 يوما، بعد أن خسر مباراتين، ولكن لا تزال 4 نقاط واضحة في الهبوط.

### الإسماعيلي
عاد فوت إلى النادي المصري الاسماعيلي في يونيو 2010. وقد قاد أول مباراة تنافسية له في 18 يوليو، في مباراة ضد فريق شبيبة القبائل الجزائري في دوري أبطال أفريقيا 2010. الضجة العامة في مصر في وقت مبكر من عام 2011 تسببت في تأجيل الوقت من الجامعة المصرية ليبقى فوت حتى أبريل مديرا للفريق قبل عودته إلى هولندا.

### اتحاد اسكتلندا لكرة القدم
تم تسمية فوت كمدير أول لرابطة كرة القدم الاسكتلندية (SFA) في 23 يونيو 2011. فوت ترك SFA في أكتوبر 2014، بعد أن نفذت معظم التوصيات من الاستعراض الذي أجراه هنري مكليش.

### الجامعة الملكية المغربية لكرة القدم
في 1 ديسمبر 2015، انضم فوت إلى الجامعة الملكية المغربية لكرة القدم. وسيعمل كمدير لأداء الجامعة لكرة القدم. ووقع عقدا لمدة خمس سنوات حتى عام 2020. وسوف يعمل مع فرق المغرب تحت 20 سنة وتحت 17 سنة وأخيرا الفريق الأولمبي.
في يوليو 2017، فاز في بطولة كرة القدم في الألعاب الفرنكوفونية 2017 في أبيدجان مع فريق المغرب تحت 20 سنة.

## روابط خارجية
- مارك فوت على موقع قاعدة بيانات كرة القدم.إي يو (الإنجليزية)
- مارك فوت على موقع Soccerbase.com (مدرب) (الإنجليزية)
- مارك فوت على موقع Soccerway.com (الإنجليزية)
- مارك فوت على موقع عالم كرة القدم.نت (الإنجليزية)